# Alpine Air Express Chile
Alpine Air Express Chile era una aerolínea de carga con sede en Santiago, Chile. Realizaba vuelos de cabotaje de carga, y pertenecía completamente a Alpine Air Express, con sede en Utah, Estados Unidos, la cual se instaló en Chile en 2002.
Su plan era realizar vuelos de carga de medianoche desde Santiago a varias ciudades de Chile, con una expansión planificada desde dicha ciudad hacia otros países en Latinoamérica. LAN Cargo redujo sus tarifas poco después de que Alpine Air iniciara sus servicios, por lo que tuvo que devolver dos de sus tres Beech 1900C y buscó un nuevo nicho de mercado a fines de 2003.
Para realizar vuelos de pasajeros entre Puerto Montt, Chaitén y Melinka, en el sur de Chile, Alpine compró un Beechcraft 99A, mientras que el último 1900C que poseían fue llevado de vuelta a Estados Unidos en febrero de 2004. Las operaciones de transporte de pasajeros fueron exitosas hasta que su única nave se dañó luego de aterrizar en Puerto Aysén a mediados de 2004. En 2006 la aerolínea cesó operaciones de manera definitiva.

## Flota
La flota de Alpine Air Express Chile consistía de las siguientes naves:
- 1 Beechcraft 1900C
- 1 Beechcraft 99A